# 3870 Mayre
3870 Mayre је астероид главног астероидног појаса са средњом удаљеношћу од Сунца која износи 2,623 астрономских јединица (АЈ).
Апсолутна магнитуда астероида је 12,2.